# Poker Night at the Inventory
Poker Night at the Inventory é um jogo desenvolvido pela Telltale Games. Apresenta quatro personagens: Tycho da webcomic Penny Arcade, Max da série Sam & Max, o Heavy Weapons Guy do Team Fortress 2, e Strong Bad da série Homestar Runner. O jogo foi lançado em 22 de Novembro de 2010.

## Jogabilidade
Poker Night é um simulador de poker Texas Hold 'Em entre o jogador como um participante invisível, e outros quatro personagens, Max, Tycho, The Heavy e Strong Bad. Cada jogador começa com um buy-in de $10,000 dólares e fica no jogo até perder tudo, com o objetivo do jogador ser o último a sair da mesa. O jogo usa um sistema no qual não há limites nas apostas e o blind aumenta gradativamente durante o decorrer das partidas. Aleatoriamente, um dos quatro personagens não controláveis não poderá pagar o dinheiro, mas oferecerá uma de suas posses como buy-in para a partida. O jogador pode ganhar esses items como equipamentos em Team Fortress 2 apenas se ele for o responsável por eliminar esse personagem não-jogável da mesa. O jogo mantém as estatísticas do jogador durante várias partidas, e ao completar certos objetos (como o número de mãos ou jogos vencidos) pode destravar diferentes artes para as cartas ou mesas, personalizando a aparência do jogo.

## Desenvolvimento
Poker Night surgiu de uma ideia dos trabalhadores da Telltale, imaginando "o que os personagens de jogos fazem quando não estão 'em horário de serviço' nos jogos que jogamos", de acordo com o CEO da Telltale, Dan Conners. Daí, eles lançaram a ideia para outras companhias na indústra e escolheram quais personagens eles poderiam usar. A Telltale considerou como os quatro personagens iriam interagir entre si, criando diálogos, brincadeiras e reações para certas jogadas. Os personagens serão completamente dublados, e terão aparências distintas e repostas dinâmicas enquanto o jogo avança. Conners afirmou que o objetivo era criar a experiencia de "se divertir com seus amigos virtuais, jogando uma boa partida de poker". A Telltale está considerando para o futuro uma possível série baseada nesse jogo, usando diferentes personagens, mas esperavam ver as vendas excederem 100,000 a 200,000 unidades para que fosse viável.
A Telltale Games teve outras experiências trabalhando com os personagens. Duas das séries de aventura da Telltale incluem três temporadas de Sam & Max e Strong Bad's Cool Game for Attractive People baseado na série Homestar Runner; ambos foram desenvolvidos juntos com os criadores originais, Steve Purcell e The Brothers Chaps, respectivamente. A aparição de Max e Strong Bad em Poker Night é baseada em modelos 3D desses jogos. O time da companhia também era fã do Team Fortress 2 da Valve, incluindo a criação de um time informal para participar numa competição entre diversos estúdios de desenvolvimento; a Telltale ofereceu criar items únicos baseados em Sam & Max para serem dados como presentes àqueles que comprassem a terceira temporada de Sam & Max através do Steam, e formou uma relação de trabalho muito amigável com a Valve.
A Telltale esperava fazer o jogo centralizado em diálogos entre os quatro personagens. Para isso, eles criaram uma grande quantidade de diálogos para cada personagem e possíveis interações entre eles; de acordo com Jake Rodkin, designer gráfico da Telltale, eles escreveram mais linhas de diálogo para o jogo do que para um episódio normal de Sam & Max. Telltale sempre quis respeitar a originalidade dos personagens e trabalhou com os criadores e estúdio de cada um, individualmente, para melhorar as falas; eles tinham obtido algo parecido de Matt Chapman para Strong Bad, enquanto Jerry Holkins foi extremamente prestativo para refinar o personagem de Tycho baseado no esboço do diálogo da Telltale. Os desenvolvedores também quiseram evitar qualquer interalção forçada, e ao invés disso desenvolveram o que eles acharam que seria um relacionamento natural: Tycho não gosta de Strong Bad enquanto se dá bem com Max, enquanto o Heavy olha para Strong Bad como um pequeno Heavy. Os personagens também foram escritos para serem conscientes, de certa maneira, de sua natureza; de acordo com Rodkin, Tycho e Strong Bad sabem que são personagens de vídeo game, enquanto Max é ambíguo e o Heavy continua alegremente inconsciente do seu ciclo de mortes, simplesmente atribuindo suas memórias de morte como sonhos.
Poker Night é o primeiro jogo a incluir artista de voz para Tycho, o dublador Adrew Chaikin. Os outros três personagens são dublados pelos seus respectivos dubladores: Max por William Kasten, Heavy por Gary Schwartz, e Strong Bad por Matt Chapman. O jogo usa modelos existentes em 3D para Max, Heavy e Strong Bad, enquanto o de Tycho foi construído a partir do zero; durante a época de anúncio do jogo, próximo a Penny Arcade Expo, a Telltale ainda estava trabalhando em refinar o modelo de Tycho, apesar dele ter sido brevemente visto durante um painel na exposição.
O jogo foi mostrado pela Telltale Games uma semana antes do anúncio oficial através de um breve vídeo na Game Trailers TV, mostrando a silhueta dos quatro personagens.. O jogo foi anunciado oficialmente pela Telltale Games em 2 de Setembro de 2010, a véspera da Penny Arcade Expo de 2010. Jogadores que também compraram Team Fortress 2 foram capazes de destravar items únicos baseados nas quatro franquias através do progresso em Poker Night; um viso de poker especial para Team Fortress 2 foi disponibilizado para aqueles que fizeram uma pré-compra do jogo.